# Marek Oliwa
Marek Oliwa (ur. 28 sierpnia 1974 w Sulechowie) – polski szachista.

## Kariera sportowa
Dwukrotnie zdobył medale w mistrzostwach Polski juniorów do 20 lat: srebrnym (Częstochowa 1992) oraz złotym (Warszawa 1994; przed m.in. Marcinem Kamińskim, Bartłomiejem Macieją i Bartoszem Soćko). Poza tym był dwukrotnym medalistą mistrzostw Polski w grze błyskawicznej: srebrnym (1996, Łuków) i brązowym (1998, Kędzierzyn-Koźle). W latach 1995 i 1996 wystąpił w finałach mistrzostw kraju mężczyzn, najlepszy wynik osiągając w roku 1995 w Warszawie, gdzie zajął XI miejsce. 
W roku 1995 zwyciężył w otwartym turnieju w Bytomiu (przed m.in. Grzegorzem Masternakiem i Łukaszem Cyborowskim). W następnym roku podzielił I miejsce (przed m.in. Stellanem Brynellem, Jackiem Gdańskim i Emanuelem Bergiem) w kolejnym openie w Göteborgu. W 1997 r. zwyciężył (wspólnie z Andrijem Maksymenką, Aleksandrem Czerwońskim oraz Mladenem Muse) w rozegranym w Barlinku memoriale Emanuela Laskera. W 2002 r. triumfował w Przełazach, w 2005 – w Świebodzinie, natomiast w 2007 – w Lubawce. W 2008 r. zajął II m. (za Łukaszem Cyborowskim) w Przełazach.
Najwyższy ranking w karierze osiągnął 1 stycznia 1996 r., z wynikiem 2440 punktów zajmował wówczas 13. miejsce wśród polskich szachistów.